# Scarpa d'oro 2001
La Scarpa d'oro 2001 è il riconoscimento calcistico che è stato assegnato al miglior marcatore assoluto in Europa tenendo presente le marcature segnate nel rispettivo campionato nazionale per il valore del coefficiente UEFA nella stagione 2000-2001. Il vincitore del premio è stato Henrik Larsson, con 35 reti nella Scottish Premier League.

## Classifica finale
| Pos | Campionato       | Nome                    | Squadra             | Gol | C-UEFA | Pti  |
| --- | ---------------- | ----------------------- | ------------------- | --- | ------ | ---- |
| 1   | Premier League   | Henrik Larsson          | Celtic              | 35  | x1,5   | 52,5 |
| 2   | Serie A          | Hernán Crespo           | Lazio               | 26  | x2     | 52   |
| 3   | Serie A          | Andrij Ševčenko         | Milan               | 24  | x2     | 48   |
| 3   | Primera División | Raúl                    | Real Madrid         | 24  | x2     | 48   |
| 5   | Premier League   | Jimmy F. Hasselbaink    | Chelsea             | 23  | x2     | 46   |
| 5   | Primera División | Rivaldo                 | Barcellona          | 23  | x2     | 46   |
| 7   | Bundesliga       | Ebbe Sand               | Schalke 04          | 22  | x2     | 44   |
| 7   | Serie A          | Enrico Chiesa           | Fiorentina          | 22  | x2     | 44   |
| 7   | Primera División | Javi Moreno             | Alavés              | 22  | x2     | 44   |
| 7   | Bundesliga       | Sergej Barbarez         | Amburgo             | 22  | x2     | 44   |
| 7   | Division 1       | Sonny Anderson          | Olympique Lione     | 22  | x2     | 44   |
| 12  | Serie A          | Gabriel Batistuta       | Roma                | 20  | x2     | 40   |
| 12  | Division 1       | Pauleta                 | Bordeaux            | 20  | x2     | 40   |
| 14  | Bundesliga       | Claudio Pizarro         | Werder Brema        | 19  | x2     | 38   |
| 14  | Primera División | Diego Tristán           | Deportivo La Coruña | 19  | x2     | 38   |
| 14  | Premier League   | Marcus Stewart          | Ipswich Town        | 19  | x2     | 38   |
| 17  | Serie A          | Christian Vieri         | Inter               | 18  | x2     | 36   |
| 17  | Eredivisie       | Mateja Kežman           | PSV                 | 24  | x1,5   | 36   |
| 17  | Primera División | Patrick Kluivert        | Barcellona          | 18  | x2     | 36   |
| 20  | 1.Lig            | Okan Yılmaz             | Bursaspor           | 23  | x1,5   | 34,5 |
| 20  | Division I       | Tomasz Radzinski        | Anderlecht          | 23  | x1,5   | 34,5 |
| 22  | Serie A          | Dario Hübner            | Brescia             | 17  | x2     | 34   |
| 22  | Premier League   | Mark Viduka             | Leeds Utd           | 17  | x2     | 34   |
| 22  | Premier League   | Thierry Henry           | Arsenal             | 17  | x2     | 34   |
| 25  | Division I       | Jan Koller              | Anderlecht          | 22  | x1,5   | 33   |
| 25  | 1.Lig            | Mário Jardel            | Galatasaray         | 22  | x1,5   | 33   |
| 25  | Bundesliga       | Radosław Gilewicz       | Tirol Innsbruck     | 22  | x1,5   | 33   |
| 25  | Primeira Liga    | Pena                    | Porto               | 22  | x1,5   | 33   |
| 29  | Primera División | Catanha                 | Celta Vigo          | 16  | x2     | 32   |
| 29  | Division 1       | Frédéric Née            | Bastia              | 16  | x2     | 32   |
| 29  | Primera División | Julio César Dely Valdés | Malaga              | 16  | x2     | 32   |
| 29  | Premier League   | Michael Owen            | Liverpool           | 16  | x2     | 32   |
| 29  | Bundesliga       | Michael Preetz          | Hertha Berlino      | 16  | x2     | 32   |
| 29  | Primera División | Roy Makaay              | Deportivo La Coruña | 16  | x2     | 32   |
| 35  | Eredivisie       | Ali El Khattabi         | Sparta Rotterdam    | 21  | x1,5   | 31,5 |
| 35  | Vyšča Liha       | Andrij Vorobej          | Šachtar             | 21  | x1,5   | 31,5 |
| 35  | Lega Nazionale A | Christian Giménez       | Lugano              | 21  | x1,5   | 31,5 |
| 35  | SAS Ligaen       | Peter Graulund          | Brøndby             | 21  | x1,5   | 31,5 |
| 35  | Lega Nazionale A | Stéphane Chapuisat      | Grasshoppers        | 21  | x1,5   | 31,5 |